# Críspulo Gándara
Críspulo Gándara (* Concepción, 1883 - † 5 de julio de 1971) fue un músico chileno, compositor e intérprete de música folclórica y popular. en San Pedro de la Paz existe una calle en Villa Spring Hill que lleva su nombre.

## Vida y obra
Nacido en Concepción, era hijo de obrero y el mayor de doce hermanos. Empezó a ganarse la vida a los doce años como aprendiz de hojalatero, labor que desempeñó hasta su muerte y que alternaba con la música.
En su juventud formó sus primeros conjuntos con otros guitarristas y cantores del lugar, animando fiestas y eventos populares. Su fama lograda como buen músico y payador lo llevó a probar suerte a la capital, Santiago.
Formaría posteriormente el grupo Los Huasos de Pichidegua, con quienes grabaría cerca de ochenta discos, con el sello Odeón. Con ellos recorrió el país, cantando en teatros y compañías de variedades. Entre sus temas más reconocidos estaban "Hundimiento del Angamos" (una de las más populares), "Corazón de bandido", "Como el trinar del jilguero", "El tonto 'el hueso", "Pobre loca", "Tu pobre negro jetón", etc. Hay más de 65 canciones registradas como de su autoría.
Cuando el trío de Los Huasos de Pichidegua se separó, Gándara formó otro conjunto bajo el nombre de Los Trovadores de Arauco, que pese a no ser tan recordado como el anterior, alcanzó el reconocimiento hacia fines de los años 30.
Luego volvió a su tierra, instalando sin éxito los restaurantes “El Jote” y “El Palmar”, aunque nunca abandonando su pasión. Destacadísimo payador, el 13 de noviembre de 1965 ganó el campeonato nacional de payadores que se realizó en la Casa del Deporte de la Universidad de Concepción.
En el año 1967 fue invitado a ser parte del elenco del film “Ocaso”, película de Hernán Takeda y que contó además con las actuaciones de Gabriel Alfaro, Oriana Espinoza, Carmen Varas, Mario Simonetti, Sergio Burger, Carol Vera y Blanca Parra.
En 1971 recibió una pensión de gracia, otorgada por el Congreso como reconocimiento a su contribución a la poesía popular y al folclore nacional, y como un premio por los ochenta y dos discos en que grabara payas y cantos de Chile.
Falleció el 5 de julio de 1971.
En la comuna de Hualpén, en su homenaje una población junto a su club deportivo lleva actualmente su nombre.